# Guttus

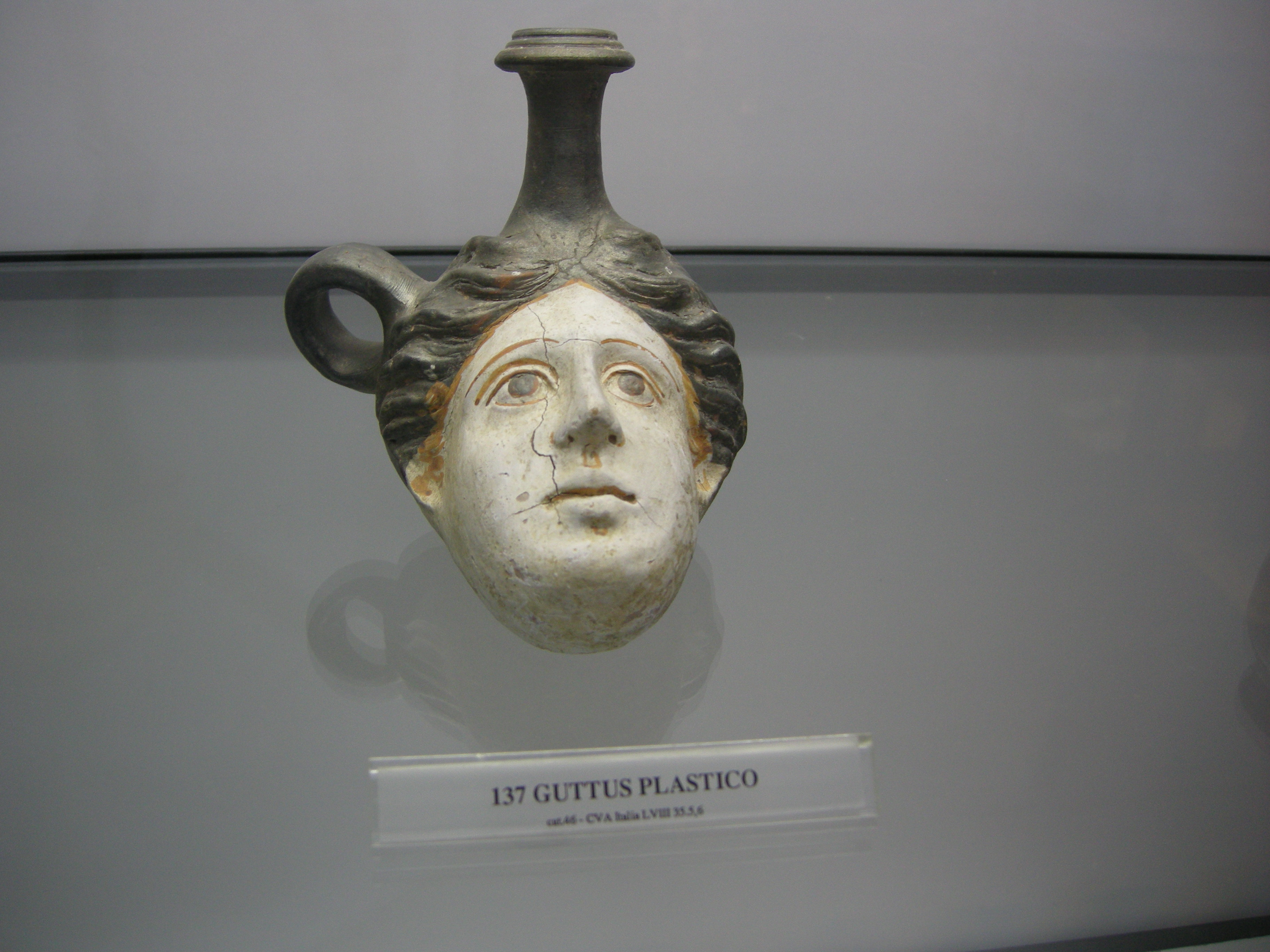
Guttus vystavovaný v archeologickém muzeu ve Fiesole v Itálii

Guttus (latinsky, pl. gutti, řecky guttos) je menší starověká řecká nádoba na kapaliny. Její název vyšel z latinského výrazu gutta (kapka), protože z ní kapalný obsah vytékal po kapkách.
Tyto nádobky vyráběli řečtí kolonisté na území Apulie a Kampánie v období od 2. poloviny 4. století př. n. l. do 3. století př. n. l.
Obvykle bývaly vybaveny jedním laterálním uchem. Jejich výzdoba byla obvykle reliéfní, ale vyskytovaly se i gutti s jednoduchým malovaným dekorem na plecích.
Své využití našly především při náboženských obětech, ale také v lázních k uchovávání oleje.